# Station Gola
Station Gola is een spoorwegstation in de Poolse plaats Gola.